# Hikaru Nakamura
Christopher Hikaru Nakamura (Hirakata, Japón, 9 de diciembre de 1987) es un Gran Maestro Internacional de ajedrez estadounidense. Actualmente (junio de 2025) ocupa el segundo lugar en el ranking mundial de la FIDE y su máximo rating Elo fue de 2816, alcanzado en octubre de 2015. Nakamura es cinco veces campeón de ajedrez en los Estados Unidos y el actual campeón mundial de Fischer Random. Hikaru es también streamer bajo el nombre "GMHikaru" y cuenta con varios canales en diferentes plataformas, tales como YouTube, Twitch y Kick.
Nakamura nació en Osaka, Japón, de padre japonés y madre estadounidense, y se trasladó con sus padres a los Estados Unidos cuando tenía dos años. Comenzó a jugar al ajedrez antes de los cinco años y fue entrenado por su padrastro originario de Sri Lanka, Maestro FIDE y autor de ajedrez Sunil Weeramantry. A la edad de 10 años, alcanzó el título nacional de maestro de ajedrez de la Federación de Ajedrez de los Estados Unidos (USCF), siendo el estadounidense más joven en conseguir el título. También fue el estadounidense más joven en conseguir el título de Maestro Internacional a los 13 años y 2 meses, en 2001.
En 2003, con 15 años y 79 días, obtuvo el título de Gran Maestro Internacional, superando por 3 meses el récord de Bobby Fischer como el estadounidense más joven en lograrlo.

## Actividad en internet
Nakamura ha jugado en varias plataformas como Internet Chess Club (ICC), bajo el nombre "Smallville", Playchess como "Star Wars", y Chess.com como "Hikaru", siendo esta última su patrocinadora.
En 2018 comenzó a transmitir en Twitch bajo el nombre "GMHikaru". Durante la pandemia de COVID-19, su canal creció exponencialmente y se le atribuye gran parte del auge del ajedrez en línea. En agosto de 2020 se unió al equipo de deportes electrónicos Team SoloMid (TSM), siendo uno de los primeros ajedrecistas en hacerlo.
Tiene canales en YouTube con millones de seguidores y una comunidad activa en Discord llamada "Naka's PogUniversity". Ha entrenado a populares streamers como xQc y El Rubius y ha sido comentarista del torneo PogChamps.

## Carrera ajedrecística

### Victoria en Gibtelecom Masters, Gibraltar, 2008
Ganó el torneo tras vencer al GM Bu Xiangzhi en un desempate. El evento suizo de 10 rondas se celebró entre el 22 y 31 de enero con 204 participantes.

### Victoria en Tata Steel Chess, 2011
Obtuvo el primer lugar en Wijk aan Zee con 9/13, superando a Viswanathan Anand, Magnus Carlsen y Levon Aronian.

### Campeonatos de Estados Unidos
Campeón nacional en cinco ocasiones: 2005, 2009, 2012, 2015 y 2019.

### 2020: Auge del ajedrez en línea
Protagonista del Magnus Carlsen Chess Tour, donde llegó a la final contra Carlsen. También ganó el Speed Chess Championship, derrotando en la final a Maxime Vachier-Lagrave.

### 2021: Regreso al tablero y Champions Chess Tour
Subcampeón en el New In Chess Classic. En agosto ganó el Saint Louis Rapid and Blitz sin perder ninguna partida.

### 2022: Grand Prix de la FIDE
Invitado especial por la FIDE, ganó la primera etapa en Berlín al vencer a Levon Aronian en la final.

### Campeón del mundo en Fischer Random 960
Ganó el campeonato mundial de ajedrez 960 derrotando a Ian Nepomniachtchi en el desempate armagedón.